# سیکی
در پزشکی سنتی، به آب انگوری که در حین جوشانیدن دو سوم آن بخار شود و یک سوم آن بماند، سِیکی یا در عربی بدان شراب مثلث گویند. منافع او مشابه خُمر و تولیدکننده خون صالح و مقوی گوارش و برای مبتلایان به آبله و حصبه و ذات‌الجنب و ذات‌الصدر خوب، و مقوی باه (تقویت‌کننده نیروی جنسی) سرد مزاجان و زیاد خوردن او برای گرم مزاجان مضرّ است.

## شراب در ادبیات
- سعدی:

| تو این صوفیان بین که می‌خورده‌اند |  | مرقع به سیکی گرو برده‌اند |

- رودکی:

| بادام تر و سیکی و بهمان و باستار |  | ای خواجه این همه که تو بر می‌دهی شمار |

- فرخی:

| نکند مستی هر چند که در مجلس |  | ننهد سیکی بر دست کم از یک |

- فرخی:

| عشق بازی کن و سیکی خور و برخند بر آن |  | که ترا گوید سیکی مخور و عشق مباز؟ |

- سنایی:

| جعد ژولیده و پرورده ز سیکی لاله |  | زلف شوریده و پژمرده ز مستی عبهر |

- تاریخ سیستان:آن حجامان برفته بودند و خوکان اصلی را سیکی بار کردند و بیاوردند.